# Televiziune digitală prin cablu
Televiziunea digitală prin cablu (în engleză: Digital Video Broadcasting – Cable) este un sistem care a fost introdus de către ETSI prin standardul DVB-C în anul 1994. Este dezvoltat la nivel mondial în diferite sisteme, de la rețelele mari de televiziune prin cablu (CATV) până la sistemele mai mici SMATV.

## Particularități
- Utilizează modulația 16-QAM, 32-QAM, 64-QAM, 128-QAM, sau 256-QAM (Quadrature Amplitude Modulation - Modulație de amplitudine în cvadratură).
- Lărgimea canalului este de 8 MHz.
- Debitul total de informație este de 38 Mbit/s.

Schema de funcționare a sistemului DVB-C

| Modulație | Vitezele de bit (Mbit/s) pentru lărgimile de bandă (MHz) | Vitezele de bit (Mbit/s) pentru lărgimile de bandă (MHz) | Vitezele de bit (Mbit/s) pentru lărgimile de bandă (MHz) | Vitezele de bit (Mbit/s) pentru lărgimile de bandă (MHz) | Vitezele de bit (Mbit/s) pentru lărgimile de bandă (MHz) |
| Modulație | 2                                                        | 4                                                        | 6                                                        | 8                                                        | 10                                                       |
| --------- | -------------------------------------------------------- | -------------------------------------------------------- | -------------------------------------------------------- | -------------------------------------------------------- | -------------------------------------------------------- |
| 16QAM     | 6,41                                                     | 12,82                                                    | 19,23                                                    | 25,64                                                    | 32,05                                                    |
| 32QAM     | 8,01                                                     | 16,03                                                    | 24,04                                                    | 32,05                                                    | 40,07                                                    |
| 64QAM     | 9,62                                                     | 19,23                                                    | 28,85                                                    | 38,47                                                    | 48,08                                                    |
| 128QAM    | 11,22                                                    | 22,44                                                    | 33,66                                                    | 44,88                                                    | 56,10                                                    |
| 256QAM    | 12,82                                                    | 25,64                                                    | 38,47                                                    | 51,29                                                    | 64,11                                                    |

## Funcționare
Principiul de funcționare al unui sistem de transmisie DVB-C este alcătuită din următoarele blocuri de procesare:
- Codarea sursei și multiplexarea MPEG-2 (MUX): Fluxurile video, audio și de date sunt multiplexate într-un flux de program MPEG (MPEG-PS), iar unul sau mai multe MPEG-PS-uri sunt îmbinate într-un flux de transport MPEG (MPEG-TS). Acesta este fluxul digital elementar care este transmis și în final recepționat de dispozitivele de adaptare (STB-uri). Vitezele de bit admise pentru MPEG-2 transportat depind de parametrii de modulație și pot fi de 6 … 64 Mbit/s.
- Adaptarea MUX și dispersarea energiei: MPEG-TS este identificat ca o secvență de pachete de date, de lungime fixată și anume 188 octeți. Cu ajutorul unei tehnici numită dispersarea energiei secvența de octeți este decorelată.
- Codor extern: Pentru datele transmise se aplică un prim nivel de protecție prin utilizarea unui cod de blocare Reed-Solomon RS (204, 188), permițându-se corecția a până la maxim 8 octeți eronați pentru fiecare pachet de 188 octeți.
- Întrețesător extern: Întrețeserea convolutionnală este utilizată pentru restabilirea secvenței de date transmise, un astfel de mod devenind mult mai robust pentru secvențe lungi de erori.
- Conversia octet/m-uplu: Octeții de date sunt codați în grupuri de m biți (m = 4, 5, 6, 7 sau 8).
- Codare diferențială: Pentru a se obține o constelație cu rotație invariantă se aplică o codare diferențială a celor 2 biți MSB ai fiecărui simbol.
- Mapare QAM: Secvența de biți este mapată într-o secvență digitală în banda de bază de simboluri complexe; sunt utilizate 5 moduri de modulație: 16-QAM, 32-QAM, 64-QAM, 128-QAM, 256-QAM
- Formarea benzii de bază: Semnalul QAM este filtrat cu un filtru cu funcția de transfer radical din cosinus ridicat, pentru a muta interferența mutuală a semnalului la partea de recepție.
- Conversia digital-analogică și etajul de intrare: Semnalul digital este transformat într-un semnal analogic cu ajutorul unui convertor digital-analog și apoi este modulat pe frecvența radio de etajul de intrare RF.

## Distribuție pe țări
Sistemul de televiziune digitală prin cablu este implementat în următoarele țări:
- Armenia
- Argentina
- Austria
- Chile
- Columbia
- Peru
- Uruguay
- Australia
- Bosnia și Herțegovina
- Belgia
- Belarus
- Brazilia
- Ecuador
- Bulgaria
- Croația
- Cipru
- Cehia
- Danemarca
- Estonia
- Franța
- Finlanda
- Germania
- Gibraltar
- Ungaria
- China
- Indonezia
- India
- Irlanda
- Israel
- Kazahstan
- Letonia
- Liban
- Lituania
- Georgia
- Luxemburg
- Macedonia
- Republica Moldova
- Muntenegru
- Nepal
- Țările de Jos
- Noua Zeelandă
- Norvegia
- Pakistan
- Filipine
- Polonia
- Portugalia
- România
- Rusia
- Serbia
- Slovacia
- Slovenia
- Singapore
- Hong Kong, China
- Spania
- Sri Lanka
- Suedia
- Elveția
- Malta
- Turcia
- Regatul Unit
- Ucraina
- Vietnam

În România, principalii distribuitori sunt RCS & RDS și UPC (acum Vodafone).

## DVB-C2
În 2008 a fost dezvoltat în mod oficial un standard de generația a doua, DVB-C2.
Printre caracteristicile principale de performanță ale DVB-C2, sunt eficiența spectrului cu 30% mai mare și capacitate mai mare cu 60% față de DVB-C. Sistemul DVB-C2 este utilizat pentru oferirea de servicii noi precum video la cerere (VoD) și televiziune de înaltă definiție HDTV.